# Italian Grape Ale
Italian Grape Ale (abbreviato in IGA) è uno stile di birra aromatizzato con mosto d'uva. È una birra ad alta fermentazione, prodotta principalmente da birrifici artigianali italiani. È stata riconosciuta ufficialmente come stile di birra ed inserita nella guida agli stili 2015 del Beer Judge Certification Program. Lo stile è anche stato inserito nell'elenco dei neologismi del 2019 dell'enciclopedia Treccani.

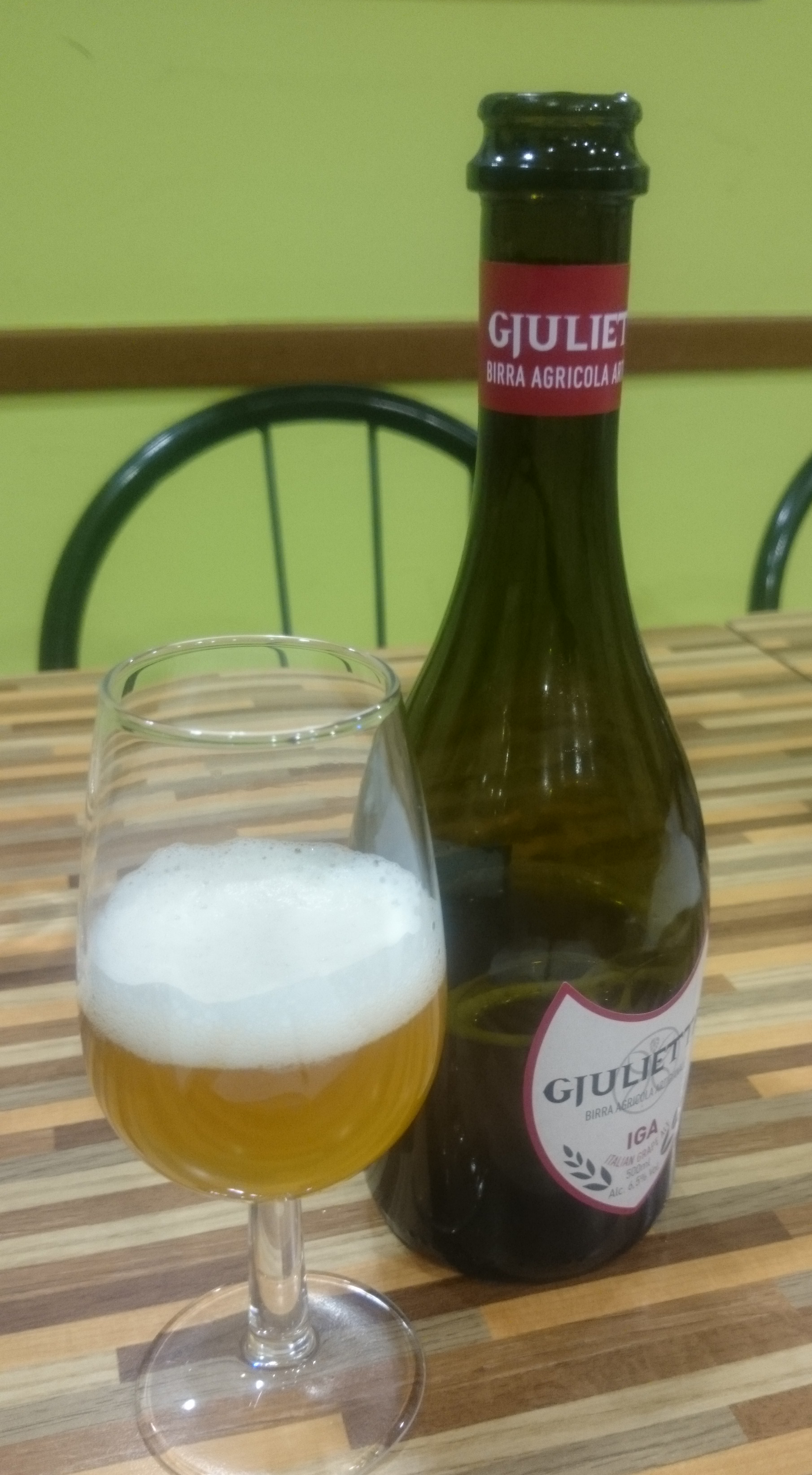
Esempio di birra IGA

## Storia
La prima birra con aggiunta di uva è stata prodotta nel 2006, ad opera del birrificio sardo Barley (su intuizione del mastro birraio Nicola Perra), e commercializzata col nome di BB10. Si tratta di una birra Imperial Stout con aggiunta sapa (mosto cotto) di uve Cannonau, tipiche della regione. Il successo del prodotto ha incoraggiato Barley a lanciare sul mercato diverse birre IGA e tra il 2008 e il 2012 sono state realizzate BB Evò, BB9 e BB Boom. A partire dal 2010, altri birrifici artigianali italiani, quali Birra del Borgo, Brùton e LoverBeer, hanno seguito l'esempio di Barley, lanciando le loro personali IGA. Nel 2014 lo stile viene codificato e scritto da Gianriccardo Corbo per essere sottoposto al BJCP lo stesso anno. Nel 2015, la IGA è stata inserita nella guida agli stili del BJCP, all'interno della Appendice B riguardante gli stili locali: è stata quindi codificata dall'organizzazione, ma non è tuttora riconosciuta come stile ufficiale. La BJCP ha inoltre messo in risalto la specificità geografica di questa birra, da intendersi non soltanto come disponibilità vitivinicola del territorio italiano, ma anche in riferimento al potenziale creativo dei birrifici artigianali locali. Ad oggi, sulla base di un censimento recentemente condotto si stimano vengano prodotte in Italia almeno 150 tipi diversi di IGA.

## Caratteristiche
La IGA è una birra ad alta fermentazione, la cui peculiarità risiede nell'aggiunta di uva, sia come frutto al naturale o vinaccia sia come mosto d'uva, in forma di mosto muto, cotto o fermentato. Tale aggiunta può avvenire in diverse fasi del processo di produzione della birra, solitamente durante la bollitura, la fermentazione o il condizionamento. Il contenuto di mosto d'uva può raggiungere anche il 40% della miscela. Il tasso alcolico è molto variabile, andando dal 4% fino al 10%.
Solitamente piuttosto rinfrescante grazie all'acidità naturale presente nell'uva, questa birra può rivelare un profilo sensoriale anche molto complesso, secondo il tipo di uve addizionate. Visivamente può presentarsi in molte forme, con un colorito che va dal giallo dorato fino al marrone scuro e una schiuma piuttosto fine (dovuta alla carbonazione vivace) variabile fra il bianco e il rossiccio. Colorazioni tendenti al rosso rubino sono piuttosto tipiche con l'impiego di uve a bacca nera.
Sia all'analisi olfattiva che gustativa il contributo delle uve è evidente, introducendo sentori e sapori fruttati quali pesca e albicocca (per le uve bianche) o ciliegia e fragola (per le uve nere). In aggiunta, i luppoli tipicamente utilizzati così come l'invecchiamento in botte possono conferire sentori o sapori terrosi, senza però sovrastare la componente fruttata. Il corpo leggero/rotondo e una frizzantezza decisa rendono la IGA dissetante e accessibile, specie quando è presente una nota acida in chiusura.